# Jean-Paul Laurens
Jean-Paul Laurens (* 28. März 1838 in Fourquevaux, Département Haute-Garonne; † 23. März 1921 in Paris) war ein französischer Historienmaler, Radierer und Bildhauer sowie Zeichner und Illustrator.

## Leben und Wirken
Laurens hatte seine Mutter früh verloren. Während sein Bruder und sein Vater auf dem Feld arbeiteten, schwänzte er oft die Schule und unternahm lange Wanderungen. Dabei trug er stets ein kleines in Leder gebundenes Buch mit sich, das seiner Mutter gehört hatte. Später besuchte er die Kunstschule in Toulouse, die er 1850 mit dem Laureat abschloss und wurde dann in Paris Schüler von Léon Cogniet und von Alexandre Bida. Nachdem er seit 1863 bereits einige Male an den großen Ausstellungen des Pariser Salons teilgenommen hatte, wurde 1879 dort sein Bild Die Befreiung der Eingemauerten von Carcassonne mit einer Ehrenmedaille ausgezeichnet. Er unterrichtete an der École des Beaux-Arts und der Académie Julian in Paris.
Laurens widmete sich der Darstellung historischer Begebenheiten und schuf seit 1864 eine große Anzahl von Gemälden, welche meist tragische, bisweilen grauenerregende Szenen behandeln und in einem ernsten, sehr dunkeln und schweren Ton gehalten sind. Als Klosterarchivar stellte er die Gräuel der Inquisition und die Ritualmorde des Papsttums mit überzeugender Gewalt dar.

„Man atmet die Atmosphäre barbarisch grausamer Zeiten, bewundert die Unerschrockenheit, mit der er seine Leichen ausgrub, eben SO sehr, wie die psychologische Kraft, mit der er ihnen neues Lebensblut lieh, sei es, dass er die bleichen galligen Züge fanatischer Bussprediger malt, oder den wollüstigen Schauer, mit dem ein König seinen Mund auf die verwesten Lippen seiner toten Geliebten presst“

Für das Panthéon schuf Laurens zwei Szenen aus dem Leben der heiligen Genoveva (die Heilige auf dem Totenbett und die Grablege der heiligen Genoveva). Daneben entstanden auch einige beachtenswerte Porträts er illustrierte zudem einige Werke des Schriftstellers Amédée Thierry. In der Kuppel des Palastes der Ehrenlegion malte er eine Apotheose der Kanzler.

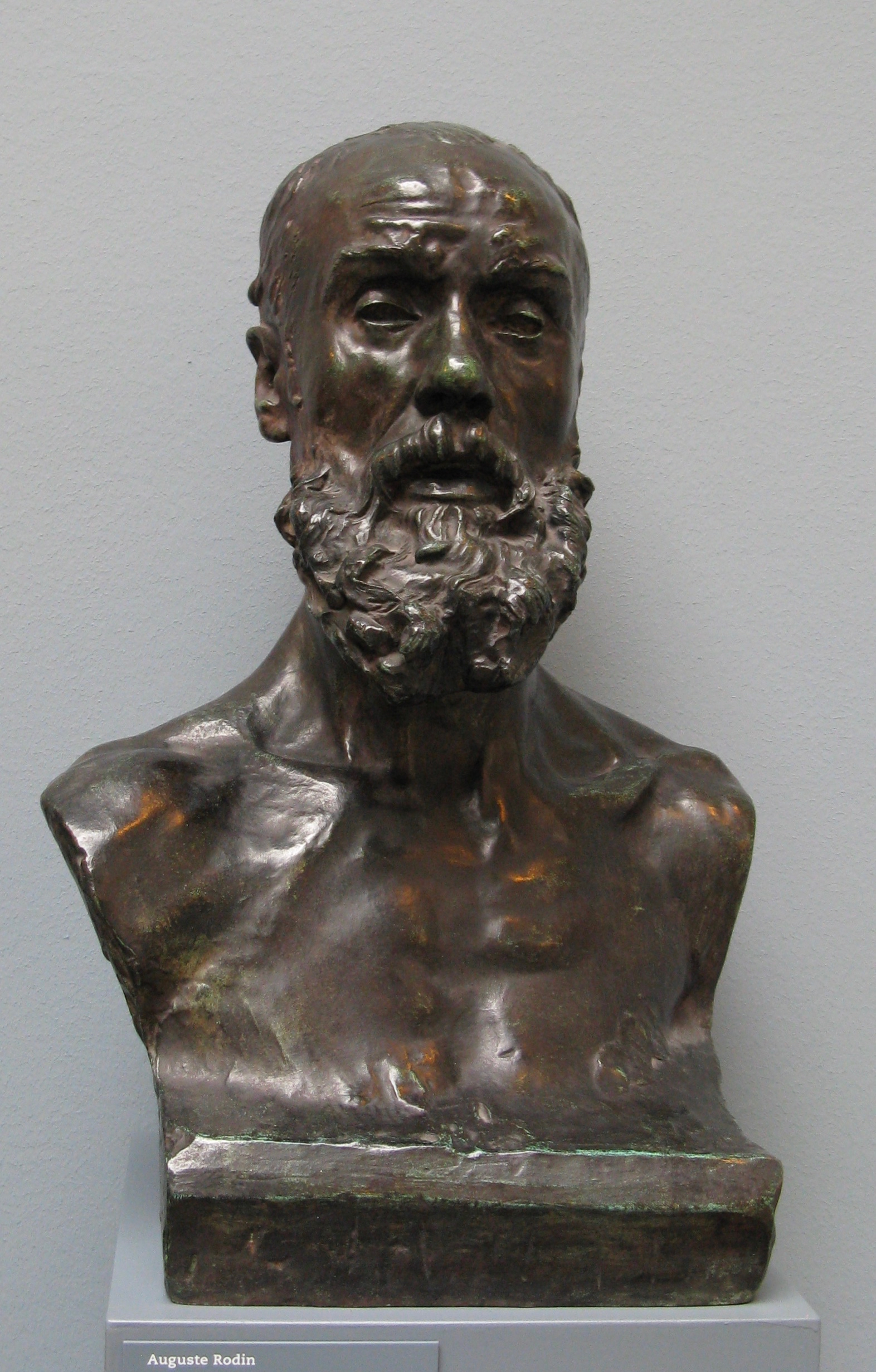
Büste

Laurens war mit dem Bildhauer Auguste Rodin befreundet, der von ihm eine Büste anfertigte.

## Familie
Laurens war seit 1869 mit Madeleine Villemsens verheiratet, der Tochter seines Lehrers an der Kunstschule in Toulouse, und hatte mindestens zwei Söhne, die ebenfalls Maler wurden:
- Paul Albert Laurens (1870–1934)
- Jean Pierre Laurens (1875–1932) ⚭ 1912 mit Yvonne Diéterle (1882–1976)[5]

## Ehrungen
- 1872: Medaille 1. Klasse
- 1877: Große Ehrenmedaliie für L’Etatmajor autrichien devant le corps de Marceau
- 1874: Kreuz und 1878 Offizierskreuz der Ehrenlegion
- Seit 1891 Mitglied der Académie des Beaux-Arts
- 1891 Nachfolger Ernest Meissoniers als Ehrenpräsident der Société des Artistes Français[6]
- 1906 Mitglied der Académie royale des Sciences, des Lettres et des Beaux-Arts de Belgique[7]

## Werke (Auswahl)

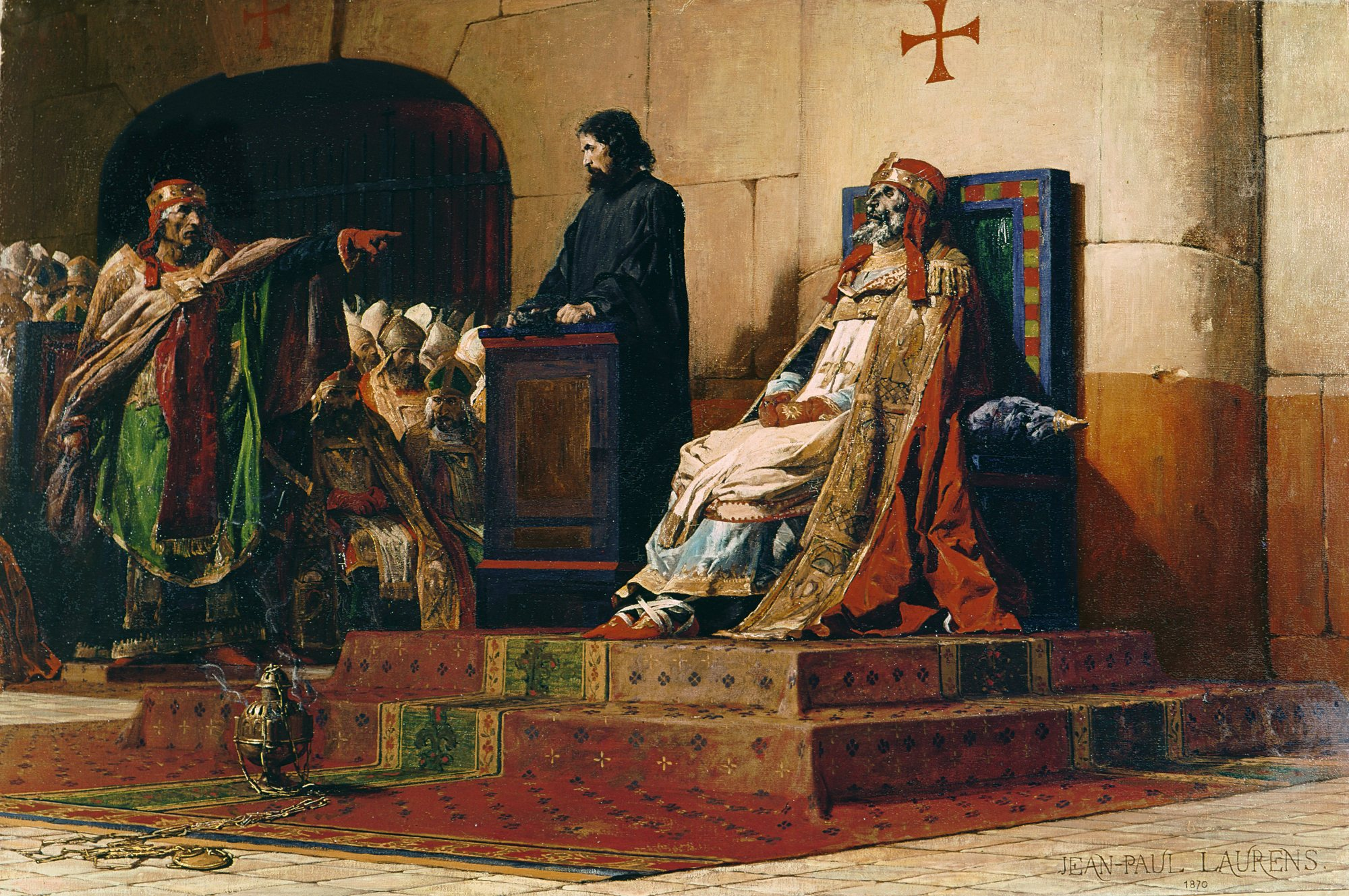
Papst Formosus und Stephan VI.
Eine Darstellung der Leichensynode

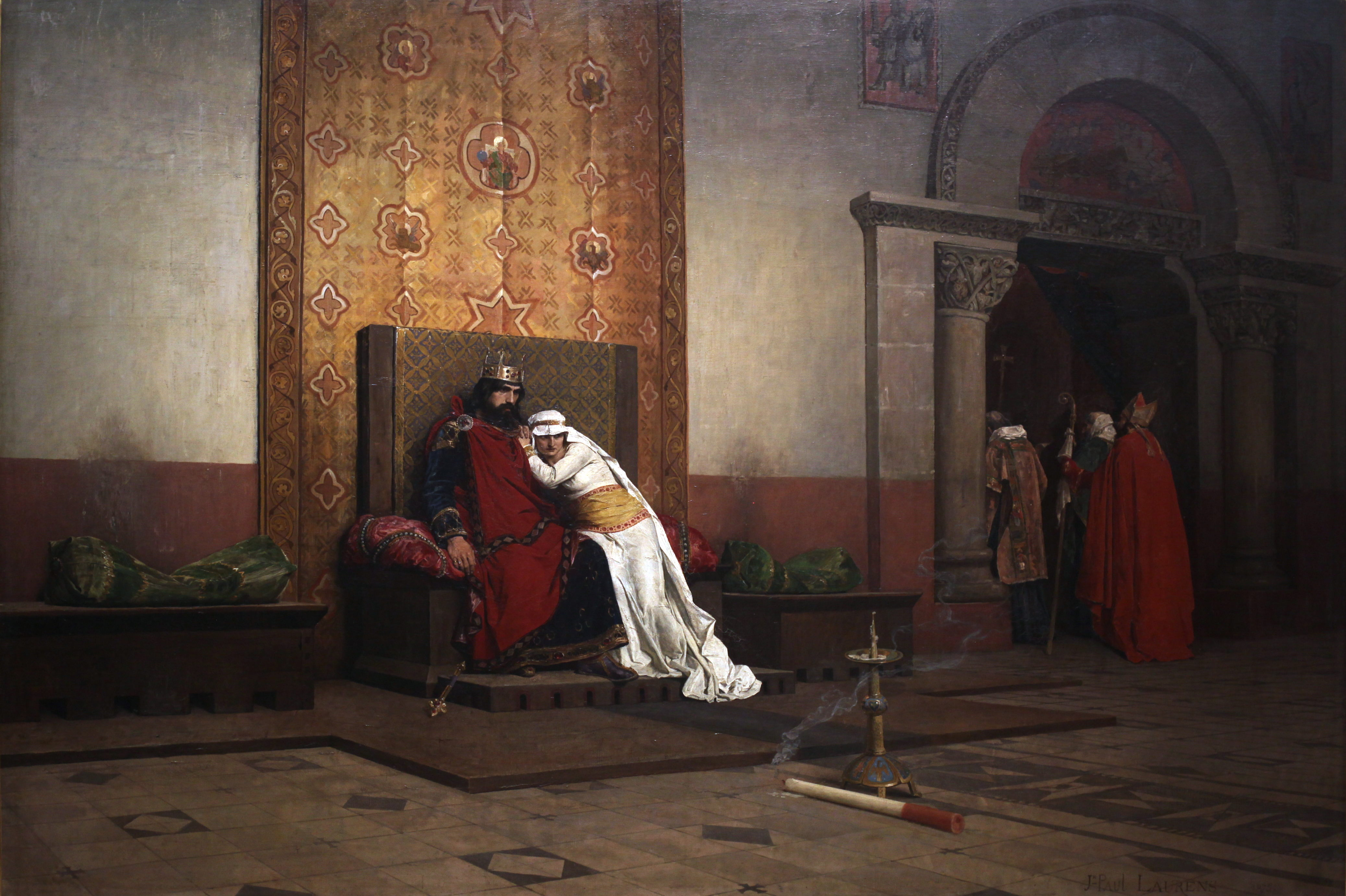
Die Exkommunikation Roberts des Frommen

- Johannes Chrvsosthomus predigt der Kaiserin Theodora
- Der Tod des Cato
- Der Tod des Tiberius
- Hamlet
- Christus und der Todesengel
- Eine Stimme in der Wüste
- Die Hinrichtung des Herzogs von Enghien (Museum in Alençon)
- Die Päpste Formosus und Stephan VII.<, 1870
- Der Teich Bethesda (1873, Museum in Toulouse)
- Der heilige Bruno, der die Geschenke Rogers von Kalabrien zurückweist (1874, in der Kirche Notre Dame des Champs)
- Der Tod der heilige Genoveva
- Das Interdikt (Museum in Havre)
- Franz von Borgia am Sarg der Isabella von Portugal (1876)
- Die Exkommunikation Roberts des Frommen (1875, Museum des Luxembourg)
- Der österreichische Generalstab am Totenbett des Generals Marceau (1877)
- Die Befreiung der Eingemauerten von Carcassonne (1879)
- Das Verhör (1881)
- Die letzten Augenblicke Kaiser Maximilians (1882)
- Die Rache Urbans VI. (1886)
- Der Agitator des Languedoc (1887)